# Walter Dick
Walter Dick (Kirkintilloch, Escócia, 20 de setembro de 1905 - 24 de julho de 1989) foi um futebolista norte-americano de origem escocesa. Ele competiu na Copa do Mundo FIFA de 1934, sediada na Itália, na qual a seleção de seu país terminou na última colocação dentre os 16 participantes.